# Ophonus stictus
Ophonus stictus es una especie de escarabajo terrestre originaria del Paleártico (incluida Europa) y el Oriente Próximo. En Europa, solo está ausente en los siguientes países e islas: Albania, Andorra, Países bálticos, Islas Canarias, Islas del Canal, Córcega, Creta, Cícladas, Chipre, Dodecaneso, Islas Feroe, Tierra de Francisco José, Gibraltar, Islandia, Irlanda, Madeira, Malta, Mónaco, las islas del norte del Egeo, Novaya Zemlya, Rusia (excepto la parte sur y norte), San Marino, Cerdeña, las Islas Salvajes, Escandinavia, Sicilia, Svalbard y Jan Mayen, Ciudad del Vaticano y en todos los estados de la antigua Yugoslavia excepto Croacia, Eslovenia, Bosnia y Herzegovina. Su presencia en Letonia es dudosa.

## Distribución
En Bélgica, la especie se puede encontrar en Bruselas, Flandes y Valonia.

## Descripción
La especie mide entre 12 y 16 milímetros de largo y es de color negro o marrón oscuro con alas verdosas sobre élitrones largos que también tienen una pubescencia de color marrón oscuro. Sus patas son de color marrón claro. La especie también tiene un ápice edeágal alargado que es al menos cuatro veces más largo y ancho que su protórax. En lo que respecta al protórax, es ancho hacia el frente con lados contraídos y ángulos traseros romos.

## Hábitat
La especie prefiere canteras y suelos calizos o cretáceos.

## Protección
El 22 de septiembre de 1980 la especie fue puesta bajo protección en Bélgica.